# Fagraea elliptica
Fagraea elliptica là một loài thực vật có hoa trong họ Long đởm. Loài này được Roxb. mô tả khoa học đầu tiên năm 1824.